# 442nd Fighter Wing

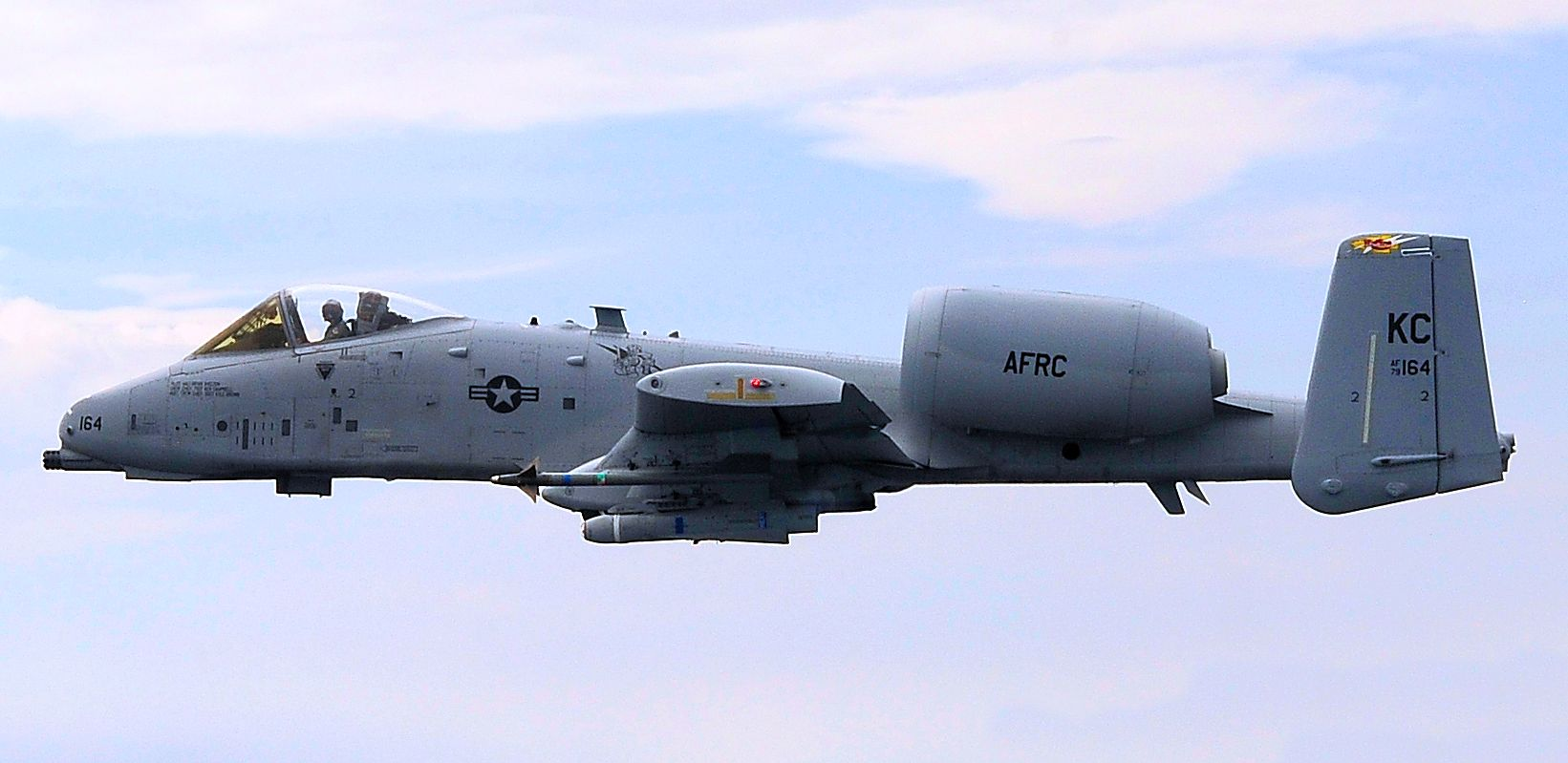
A-10C del 303rd FS

Il 442nd Fighter Wing è uno Stormo Caccia della Air Force Reserve Command, inquadrato nella Tenth Air Force. Il suo quartier generale è situato presso la Whiteman Air Force Base, in Missouri.

## Organizzazione
Attualmente, al maggio 2017, esso controlla:
- 442nd Operations Group, codice KC
  -  303rd Fighter Squadron - Equipaggiato con 27 A-10C
All'unità è associato il 358th Fighter Squadron, 495th Fighter Group
  - 442nd Operations Support Flight
- 442nd Maintenance Group
  - 442nd Aircraft Maintenance Squadron
  - 442nd Maintenance Squadron
  - 442nd Maintenance Operations Flight
- 442nd Mission Support Group
  - 442nd Civil Engineer Squadron
  - 442nd Communications Flight
  - 442nd Force Support Squadron
  - 442nd Logistics Readiness Squadron
  - 442nd Security Forces Squadron
- 442nd Medical Squadron
- 476th Fighter Group, situato presso la Moody Air Force Base, Georgia. L'unità è associata al 23rd Wing.
  -  76th Fighter Squadron
  - 476th Maintenance Squadron
  - 476th Medical Flight